# (39473) 1978 VW3
1978 في دابليو 3 (ويعرف أيضًا باسم (39473) 1978 في دابليو 3 وفق تسمية الكوكب الصغير) (بالإنجليزية: 1978 VW3)‏ هو كويكب ضمن حزام الكويكبات؛ وترتيبه 39473 من حيث الاكتشاف.
اكتُشف هذا الجُرم الفلكي بواسطة اليانور إف. هيلين في 6 نوفمبر 1978.

## وصلات خارجية
- (39473) 1978 VW3 في قاعدة بيانات مختبر الدفع النفاث لأجرام النظام الشمسي الصغيرة

- الاكتشاف · مخطط المدار ·  العناصر المدارية · المعلمات المادية

- (39473) 1978 VW3 على موقع ويكي سكاي: DSS2, SDSS, GALEX, IRAS, Hydrogen α, X-Ray, Astrophoto, Sky Map, Articles and images